# Tony Parker
William Anthony "Tony" Parker (Brugge, Belgium, 1982. május 17.) belga származású visszavonult francia profi kosárlabdázó, aki karrierje nagy részét az NBA-ben játszotta, a San Antonio Spurs csapatában. Jelenleg a francia első osztályú ASVEL Basket tulajdonosa és elnöke.
A 2001-es NBA-draftot megelőzően apjához hasonlóan a francia kosárlabda ligában játszott. 28. választottként került a San Antonio Spurs csapatába irányítóként és hamarosan kezdőként állhatott a pályára. Ott-tartózkodása óta három alkalommal (2003-ban, 2005-ben és 2007-ben) segítette hozzá csapatát az NBA bajnoki címhez. Három alkalommal választották az NBA All-Star gála játékosává, egy alkalommal az All-NBA harmadik csapatába és 2007-ben az NBA nagydöntőjének MVP-je lett.
Parker a kosárlabda mellett zenével is foglalkozik, saját albuma jelent meg TP címmel. Volt felesége Eva Longoria Parker színésznő, aki a hazánkban is futó Született feleségek egyik főszereplője.

## Statisztika

### Szezonátlag
| Szezon   | Csapat            | JM  | KM  | JP/M | MG%   | 3P%   | BD%   | LP/M | GP/M | L/M | B/M | P/M  |
| -------- | ----------------- | --- | --- | ---- | ----- | ----- | ----- | ---- | ---- | --- | --- | ---- |
| 2001–02  | San Antonio Spurs | 77  | 72  | 29,5 | 0,419 | 0,323 | 0,675 | 2,6  | 4,3  | 1,2 | 0,1 | 9,2  |
| 2002–03  | San Antonio Spurs | 82  | 82  | 33,9 | 0,464 | 0,337 | 0,755 | 2,6  | 5,3  | 0,9 | 0,0 | 15,5 |
| 2003–04  | San Antonio Spurs | 75  | 75  | 34,4 | 0,447 | 0,312 | 0,702 | 3,2  | 5,5  | 0,8 | 0,1 | 14,7 |
| 2004–05  | San Antonio Spurs | 80  | 80  | 34,2 | 0,482 | 0,276 | 0,650 | 3,7  | 6,1  | 1,2 | 0,0 | 16,6 |
| 2005–06  | San Antonio Spurs | 80  | 80  | 33,9 | 0,548 | 0,306 | 0,707 | 3,3  | 5,8  | 1,0 | 0,0 | 18,9 |
| 2006–07  | San Antonio Spurs | 77  | 77  | 32,5 | 0,520 | 0,395 | 0,783 | 3,2  | 5,5  | 1,1 | 0,1 | 18,6 |
| 2007–08  | San Antonio Spurs | 69  | 68  | 33,5 | 0,494 | 0,258 | 0,715 | 3,2  | 6,0  | 0,8 | 0,1 | 18,8 |
| 2008–09  | San Antonio Spurs | 72  | 71  | 34,1 | 0,506 | 0,292 | 0,782 | 3,1  | 6,9  | 0,9 | 0,1 | 22,0 |
| 2009–10  | San Antonio Spurs | 56  | 50  | 30,9 | 0,487 | 0,294 | 0,756 | 2,4  | 5,7  | 0,5 | 0,1 | 16,0 |
| Karrier  |                   | 668 | 655 | 33,0 | 0,490 | 0,312 | 0,728 | 3,1  | 5,6  | 1,0 | 0,1 | 16,6 |
| All-Star |                   | 3   | 0   | 21,3 | 0,538 | 0,000 | 1,000 | 2,0  | 6,0  | 1,0 | 0,0 | 10,0 |

### Rájátszás
| Szezon  | Csapat            | JM  | KM  | JP/M | MG%   | 3P%   | BD%   | LP/M | GP/M | L/M | B/M | P/M  |
| ------- | ----------------- | --- | --- | ---- | ----- | ----- | ----- | ---- | ---- | --- | --- | ---- |
| 2001–02 | San Antonio Spurs | 10  | 10  | 34,1 | 0,456 | 0,370 | 0,750 | 2,9  | 4,0  | 0,9 | 0,1 | 15,5 |
| 2002–03 | San Antonio Spurs | 24  | 24  | 33,9 | 0,403 | 0,268 | 0,713 | 2,8  | 3,5  | 0,9 | 0,1 | 14,7 |
| 2003–04 | San Antonio Spurs | 10  | 10  | 38,6 | 0,429 | 0,395 | 0,657 | 2,1  | 7,0  | 1,3 | 0,1 | 18,4 |
| 2004–05 | San Antonio Spurs | 23  | 23  | 37,3 | 0,454 | 0,188 | 0,632 | 2,9  | 4,3  | 0,7 | 0,1 | 17,2 |
| 2005–06 | San Antonio Spurs | 13  | 13  | 36,5 | 0,460 | 0,222 | 0,810 | 3,6  | 3,8  | 1,0 | 0,1 | 21,1 |
| 2006–07 | San Antonio Spurs | 20  | 20  | 37,6 | 0,480 | 0,333 | 0,679 | 3,4  | 5,8  | 1,1 | 0,0 | 20,8 |
| 2007–08 | San Antonio Spurs | 17  | 17  | 38,5 | 0,497 | 0,350 | 0,753 | 3,7  | 6,1  | 0,9 | 0,1 | 22,4 |
| 2008–09 | San Antonio Spurs | 5   | 5   | 36,2 | 0,546 | 0,214 | 0,710 | 4,2  | 6,8  | 1,2 | 0,2 | 28,6 |
| Karrier |                   | 122 | 122 | 36,5 | 0,460 | 0,294 | 0,712 | 3,1  | 4,9  | 1,0 | 0,1 | 18,9 |